# I liga paragwajska w piłce nożnej (1959)
Mistrzem Paragwaju został klub Club Olimpia, natomiast wicemistrzem Paragwaju został klub Cerro Porteño.
Mistrzostwa rozegrano systemem każdy z każdym mecz i rewanż. Najlepszy w tabeli klub został mistrzem Paragwaju.
Do pierwszego w historii turnieju Copa Libertadores 1960 zakwalifikował się mistrz Paragwaju Club Olimpia.
Z ligi spadł klub Club Presidente Hayes, a na jego miejsce awansował klub Tembetary Ypané.

## Primera División

### Wyniki
| Mecz                                                                                      |
| ----------------------------------------------------------------------------------------- |
| Club Olimpia - Cerro Porteño 4:1 nieznany jest numer kolejki, w której rozegrano ten mecz |

### Tabela końcowa sezonu 1959
| Poz | Klub                       | Mecze | Zw | Rem | Por | Punkty |
| --- | -------------------------- | ----- | -- | --- | --- | ------ |
| 1   | Club Olimpia               | 18    | 15 | 3   | 0   | 33     |
| 2   | Cerro Porteño              | 18    | ?  | ?   | ?   | 24     |
| 3   | Sportivo Luqueño           | 18    | ?  | ?   | ?   | 18     |
| 4   | Club Libertad              | 18    | ?  | ?   | ?   | 17     |
| 5   | General Caballero Asunción | 18    | ?  | ?   | ?   | 17     |
| 6   | Club Sol de América        | 18    | ?  | ?   | ?   | 17     |
| 7   | Club Guaraní               | 18    | ?  | ?   | ?   | 16     |
| 8   | Club River Plate           | 18    | ?  | ?   | ?   | 14     |
| 9   | Club Nacional              | 18    | ?  | ?   | ?   | 11     |
| 10  | Club Presidente Hayes      | 18    | ?  | ?   | ?   | 11     |

- Prawdopodobnie klub Club Nacional zdobył 13, a nie 11 punktów.

## Klasyfikacja strzelców w sezonie 1959
| Gole | Piłkarz         | Klub             |
| ---- | --------------- | ---------------- |
| 17   | Ramón Rodríguez | Club River Plate |